# نهر شاري

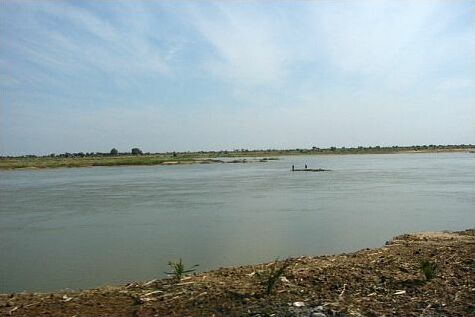
نهر شاري

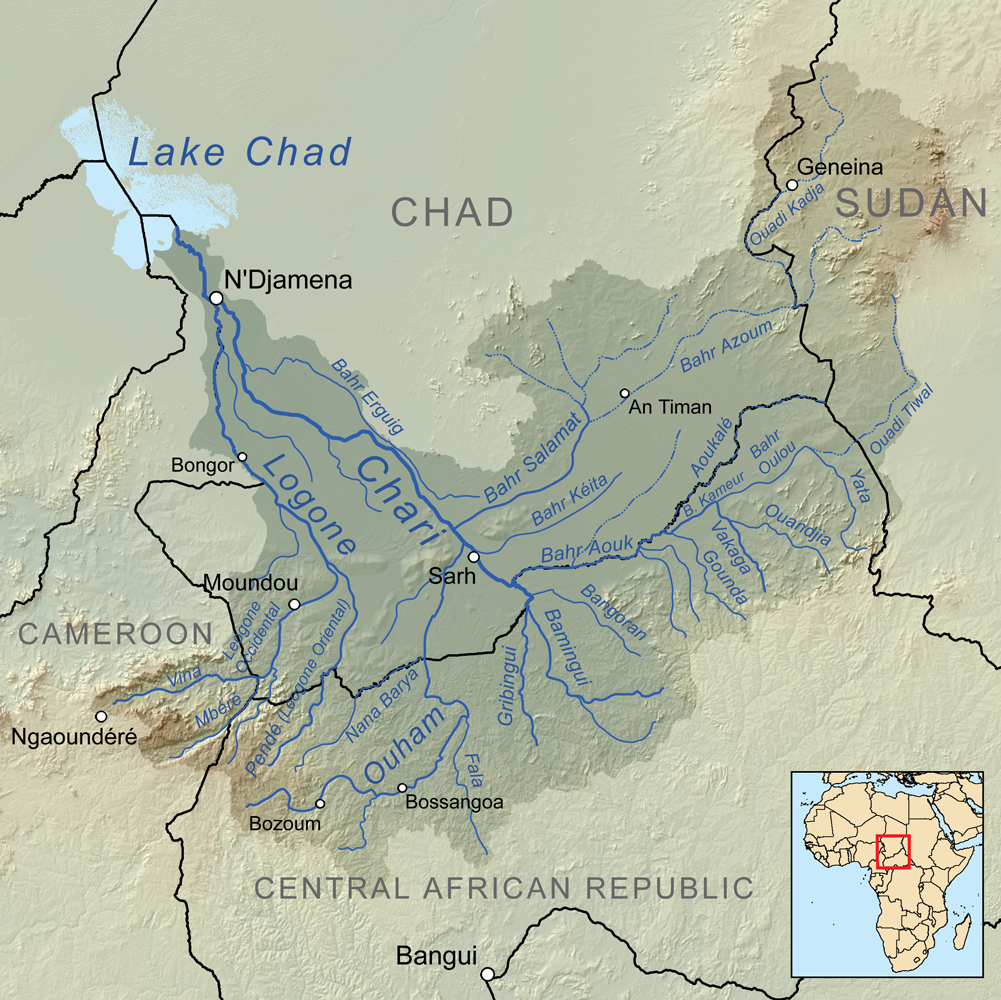
حوض نهر شاري

نهر شاري هو أحد أنهار أفريقيا، ينبع من جمهورية أفريقيا الوسطى ويسير عبر أراضي تشاد ماراً بمدينة سارا، ثم يتابع سيره إلى مدينة إنجامينا عاصمة جمهورية تشاد وعندها يلتقي بنهر لوغون الذي يشكل حدوداً طبيعية بين تشاد والكاميرون ويستمر النهر في جريانه على الحدود بين البلدين ليصب في بحيرة تشاد.
يبلغ طول نهر شاري حوالي 1200 كيلومتر، ومساحة حوض النهر 548,747 كيلومتر مربع، والرافد الرئيس لهذا النهر هو نهر لوغون، وهناك روافد صغيرة منها أنهار : بحر سلامات الذي ينبع من دارفور بالسودان، وبحر سارا (أحياناً يسمى نهر أوهام)، وبحر أوك، وبحر كيتا.
يتركز معظم سكان تشاد حول هذا النهر بما فيهم سكان مدينة سارا ثالث كبرى مدن تشاد ثم سكان العاصمة إنجامينا، ويغذي نهر شاري بحيرة تشاد بنحو 90% من المياه.
يشكل هذا النهر مورد اقتصادي للثروة السمكية.